# Peltophryne fracta
Espèce
Synonymes
- Bufo guntheri fractus Schwartz, 1972
- Bufo fractus Schwartz, 1972

Statut de conservation UICN

 EN B1ab(iii) : En danger
Peltophryne fracta est une espèce d'amphibiens de la famille des Bufonidae.

## Répartition
Cette espèce est endémique de l'Est de la République dominicaine. Elle se rencontre en dessous de 500 m d'altitude.

## Publication originale
- Schwartz, 1972 : The native toads (Anura, Bufonidae) of Hispaniola. Journal of Herpetology, vol. 6, no 3/4, p. 217-231.